# Craugastoridae
Famille
Synonymes
- Strabomantidae  Hedges, Duellman & Heinicke, 2008

Les Craugastoridae sont une famille d'amphibiens. Elle a été créée par Stephen Blair Hedges, William Edward Duellman et Matthew P. Heinicke en 2008.

## Répartition
Les espèces des genres de cette famille se rencontrent du Sud des États-Unis au Nord de l'Argentine.

## Liste des genres
Selon Amphibian Species of the World (15 septembre 2015) :
- sous-famille Ceuthomantinae Heinicke, Duellman, Trueb, Means, MacCulloch & Hedges, 2009
  - genre Ceuthomantis Heinicke, Duellman, Trueb, Means, MacCulloch & Hedges, 2009
  - genre Dischidodactylus Lynch, 1979
  - genre Pristimantis Jiménez de la Espada, 1870
  - genre Tachiramantis Heinicke, Barrio-Amorós & Hedges, 2015
  - genre Yunganastes Padial, Castroviejo-Fisher, Köhler, Domic & De la Riva, 2007
- sous-famille Craugastorinae Hedges, Duellman & Heinicke, 2008
  - genre Craugastor Cope, 1862
  - genre Haddadus Hedges, Duellman & Heinicke, 2008
  - genre Strabomantis Peters, 1863
- sous-famille Holoadeninae Hedges, Duellman & Heinicke, 2008
  - genre Barycholos Heyer, 1969
  - genre Bryophryne Hedges, Duellman & Heinicke, 2008
  - genre Euparkerella Griffiths, 1959
  - genre Holoaden Miranda-Ribeiro, 1920
  - genre Hypodactylus Hedges, Duellman & Heinicke, 2008
  - genre Lynchius Hedges, Duellman & Heinicke, 2008
  - genre Niceforonia Goin & Cochran, 1963
  - genre Noblella Barbour, 1930
  - genre Oreobates Jiménez de la Espada, 1872
  - genre Phrynopus Peters, 1873
  - genre Psychrophrynella Hedges, Duellman & Heinicke, 2008
- sous-famille indéterminée
  - genre Atopophrynus Lynch & Ruiz-Carranza, 1982
  - genre Geobatrachus Ruthven, 1915
- et l'espèce incertae sedis :
  - "Eleutherodactylus" bilineatus (Bokermann, 1975)

## Publication originale
- Hedges, Duellman & Heinicke, 2008 : New World direct-developing frogs (Anura: Terrarana): molecular phylogeny, classification, biogeography, and conservation. Zootaxa, no 1737, p. 1-182 (texte intégral).